# Mariano Martín Fernández
Mariano Martín Fernández (Valladolid, 1865-Madrid, 1940) fue un escritor, cronista, periodista y político español, diputado y senador en las Cortes de la Restauración.

## Biografía
Nacido a mediados de la década de 1860 en Valladolid, usó los seudónimos de «El Doctor Blas» y «El Bachiller Franquezas». Cronista de Valladolid, fue redactor de El Norte de Castilla en su ciudad natal y en Madrid de El Liberal. Entre sus publicaciones se encontraron títulos como Perfiles madrileños (Madrid, 1888), Almoneda concejil, Martingalas y Sabios y sondios, esta última con Anselmo Guerra. Fue uno de los firmantes de una carta publicada en 1906 en los periódicos El Imparcial y El País a favor de Menéndez Pelayo como candidato a dirigir la Real Academia Española, en detrimento de Alejandro Pidal y Mon. En su faceta teatral estrenó La condiscípula, 13, principal y Cosas de Pincia. Martín Fernández, que como político ocupó los cargos de diputado y senador, falleció en 1940, el día 18 de mayo, en Madrid.